# Christina Schütze
Christina ("Tina") Schütze (Düsseldorf, 25 oktober 1983) is een hockeyster uit Duitsland. Ze vertegenwoordigde haar vaderland tweemaal op de Olympische Spelen: 2008 en 2012. 
Op de vierde plaats in Peking (2008) volgde de zevende plaats met de Duitse nationale ploeg in Londen (2012). Schütze speelde voor het Duitse clubteam Rot-Weiss Köln en stapte later over naar Club an der Alster. Ze maakte haar debuut voor de nationale A-ploeg op 23 januari 2004 in de zaalhockeywedstrijd tegen Wit-Rusland (4-4) in Eindhoven.

## Erelijst
- 1999 –  European Youth Trophy U16 in Antwerpen
- 2000 –  European Youth Trophy U18 in Cardiff
- 2001 –  European Youth Trophy U18 in Hamburg
- 2001 – 7e Wereldkampioenschap U21 in Buenos Aires
- 2002 –  Europees kampioenschap U21 in Alcala
- 2004 –  EK zaalhockey in Eindhoven
- 2004 –  Europees kampioenschap U21 in Dublin
- 2004 –  Champions Trophy in Rosario
- 2005 – 5e Champions Trophy in Canberra
- 2006 –  EK zaalhockey in Eindhoven
- 2007 –  Champions Trophy in Quilmes
- 2007 –  WK zaalhockey in Wenen
- 2007 –  Europees kampioenschap in Manchester
- 2008 –  Champions Trophy in Mönchengladbach
- 2008 – 4e Olympische Spelen in Peking
- 2010 – 4e Champions Trophy in Nottingham
- 2010 – 4e WK hockey in Rosario
- 2011 – 8e Champions Trophy in Amstelveen
- 2011 –  Europees kampioenschap in Mönchengladbach
- 2012 – 4e Champions Trophy in Rosario
- 2012 – 7e Olympische Spelen in Londen